# Moha K
Moha K de son vrai nom Mohamed Kaid, né le 27 février 2002 à Agadir (Maroc), est un chanteur et rappeur maroco-français. Il se fait connaître grâce au succès de sa chanson Vroum Vroum, numéro un au Top Singles et certifiée disque de diamant.

## Biographie

### Jeunesse et arrivée en France
Moha K est né le 27 février 2002 à Agadir au Maroc. Il perd ses parents étant très jeune, arrive en France vers ses 13 ans et fait ses études à Évreux.

### Débuts etDernier Souffle(2019-2021)
En 2019, Moha K sort ses trois premiers titres sous le label 349DRECODRS : Différents, Rêves et Vrai Bails. En janvier 2020, il dévoile son nouveau single C'est à nous.
En mars 2020, Elle (pt.1) avec DJ Mike One, le faisant connaitre au grand public et se classant à la trentième place du Top Singles. Le titre reçut la certification de single de platine en France.
En juin 2020, il sort son sixième single Iubito.
Le 8 juillet 2020, il dévoile la version arabe de Elle (pt.1) avec DJ Mike One.
En 2020, il dévoile encore deux singles : Te amo et Ne pleure pas.
En janvier 2021, Moha K dévoile son nouveau titre Zoné.
Le 25 mars 2021, il sort un nouveau single Vroum Vroum extrait de son premier album. Le titre eut un grand succès en se glissant à la première place du classement Top Singles. Sept mois après sa sortie, le titre est certifié single de diamant.
Moha K sort son 1er album intitulé Dernier Souffle, le 11 juin 2021 en collaboration avec 2F Gang et Kodes.

### Nouveau projet (depuis 2022)
En janvier 2022, l'artiste dévoile son titre Regarde-moi parlant de la disparition de ses parents dès son jeune âge. En mai, il apparait sur l'album Again de Marwa Loud sur le titre Ghir Ntiya se classant à la vingt-sixième place du Top Singles.
Puis, il sort trois titres Problèmes, Ici ou là bas et Boussa en featuring avec Bramsito. En fin 2022, il dévoile le titre Moulala où il reprend la chanson Oula d'Aya Nakamura en collaboration avec Rapelite[source secondaire souhaitée].
Au début de 2023, il sort Elle (pt.2), mais n'obtient pas le succès de la première partie[source secondaire nécessaire].
En fin avril 2023, il sort le titre Darba 9adiya en featuring avec Dystinct et Yam.

## Discographie

### Album studio
| Titre                                                             | Détails de l'album                                                                                    | Meilleure position | Meilleure position | Ventes | Certifications |
| Titre                                                             | Détails de l'album                                                                                    | France             | Belgique (WA)      | Ventes | Certifications |
| ----------------------------------------------------------------- | --- | ------------------ | ------------------ | ------ | -------------- |
| Dernier Souffle                                                   | - Sortie : 11 juin 2021 - Label : Wagram Music / Juston Records - Format : CD, téléchargement digital | 15                 | 176                | —      |                |
| « — » indique que l'album n'est pas sorti ou classé dans le pays. | |                    |                    |        |                |

### Singles
| Année | Titre                                              | Meilleure position | Meilleure position | Meilleure position | Meilleure position | Certification      | Album           |
| Année | Titre                                              | FRA                | WAL                | SUI                | P-B                | Certification      | Album           |
| ----- | -------------------------------------------------- | ------------------ | ------------------ | ------------------ | ------------------ | ------------------ | --------------- |
| 2019  | Différents                                         | —                  | —                  | —                  | —                  |                    | Hors album      |
| 2019  | Rêves                                              | —                  | —                  | —                  | —                  |                    | Hors album      |
| 2019  | Vrai Bails                                         | —                  | —                  | —                  | —                  |                    | Hors album      |
| 2019  | C'est à nous                                       | —                  | —                  | —                  | —                  |                    | Hors album      |
| 2020  | Elle (pt.1) (feat. DJ Mike One)                    | 31                 | —                  | —                  | —                  | - France : Platine | Hors album      |
| 2020  | Iubito                                             | —                  | —                  | —                  | —                  |                    | Hors album      |
| 2020  | Elle (pt.1)هي [arabic version] (feat. DJ Mike One) | —                  | —                  | —                  | —                  |                    | Hors album      |
| 2020  | Te amo                                             | —                  | —                  | —                  | —                  |                    | Hors album      |
| 2020  | Ne pleure pas                                      | —                  | —                  | —                  | —                  |                    | Hors album      |
| 2021  | Zoné                                               | —                  | —                  | —                  | —                  |                    | Hors album      |
| 2021  | Vroum Vroum                                        | 1                  | 29                 | 70                 | —                  | - France : Diamant | Dernier Souffle |
| 2021  | J'fais du sale                                     | —                  | —                  | —                  | —                  |                    | Dernier Souffle |
| 2021  | Besoin de toi                                      | —                  | —                  | —                  | —                  |                    | Dernier Souffle |
| 2022  | Regarde-moi                                        | —                  | —                  | —                  | —                  |                    | Hors album      |
| 2022  | Problèmes                                          | —                  | —                  | —                  | —                  |                    | Hors album      |
| 2022  | Ici ou là bas                                      | —                  | —                  | —                  | —                  |                    | Hors album      |
| 2022  | Boussa (feat. Bramsito)                            | —                  | —                  | —                  | —                  |                    | Hors album      |
| 2022  | Moulala (La Reprise : Aya Nakamura Cover)          | —                  | —                  | —                  | —                  |                    | Hors album      |
| 2023  | Elle (pt.2)                                        | —                  | —                  | —                  | —                  |                    | Moha K          |
| 2023  | Premier amour                                      | —                  | —                  | —                  | —                  |                    | Moha K          |
| 2023  | DARBA 9ADIYA (feat. Dystinct & Yam)                | 167                | —                  | —                  | 38                 |                    | Moha K          |
| 2023  | Chouffo w Goulo                                    | —                  | —                  | —                  | —                  |                    | Moha K          |
| 2023  | Rapapap (feat. Kouz1)                              | —                  | —                  | —                  | —                  |                    | Moha K          |
| 2023  | Allo (feat. Lyna Mahyem)                           | —                  | —                  | —                  | —                  |                    | Moha K          |
| 2024  | Goodbye                                            | —                  | —                  | —                  | —                  |                    | Moha K          |
| 2024  | Bomba Internationale                               | —                  | —                  | —                  | —                  |                    | —               |
| 2024  | J'avoue                                            | —                  | —                  | —                  | —                  |                    | —               |

### Apparitions
- 2020 : The S feat. Moha K, Popey, Key Largo, Cheu-B, COR, Dika, ISK, Kazmi, Decimo - Old Up 3
- 2021 : Marwa Loud feat. Moha K - Bimbo (sur l'album Again)
- 2021 : DJ Kayz feat. Moha K - Bled (sur l'album En équipe)
- 2021 : DJ Aymoune feat. Moha K, Souf - Leyla
- 2021 : Moha K - Ma vida (sur la compilation Agis ou Rêve)
- 2021 : Sasso feat. Moha K - Los Angeles (sur l'album Enfant2LaRue Vol.2)